# Trọng trường Trái Đất

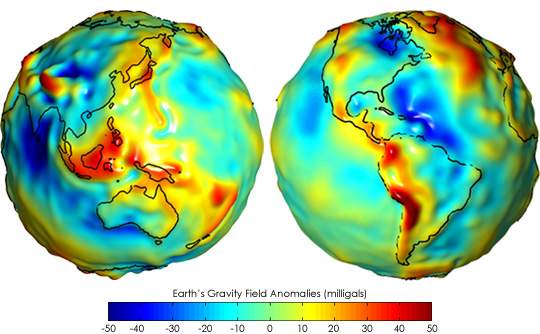
Trọng trường Trái Đất do NASA thực hiện trong phi vụ thí nghiệm GRACE, thể hiện độ lệch với trọng trường lý thuyết của dạng trái đất làm trơn lý tưởng, vốn được gọi là ellipsoid Trái Đất. Màu đỏ là nơi trọng trường mạnh hơn giá trị tiêu chuẩn, còn màu lam là nơi yếu hơn.

Trọng trường Trái Đất (Gravity of Earth), ký hiệu là g, đề cập đến gia tốc mà Trái Đất gây ra cho các đối tượng ở trên hoặc gần của bề mặt Trái Đất. Trong hệ đơn vị SI gia tốc này được đo bằng mét trên giây bình phương (ký hiệu (m/s2 hoặc m•s−2), hoặc tương đương với Newtons trên kilogram (N/kg hoặc N•kg−1). Nó có giá trị xấp xỉ 9,81 m/s2, tức là nếu  bỏ qua ảnh hưởng của sức cản không khí, tốc độ của một vật rơi tự do gần bề mặt Trái Đất sẽ tăng thêm khoảng 9,81 m/s (32,2 ft/s) sau mỗi giây. Giá trị này đôi khi được gọi không chính thức là g nhỏ (ngược lại, các hằng số hấp dẫn G được gọi là G lớn).
Nghiên cứu trọng trường Trái Đất là một lĩnh vực của địa vật lý. Kết quả của nghiên cứu cũng áp dụng để miêu tả trọng trường tại các hành tinh, các thiên thể khác.
Trên thực tế, trọng lực Trái Đất thật sự phụ thuộc vào vị trí. Xét trên bề mặt Trái Đất, giá trị trung bình của trọng lực Trái Đất là 9.80665 m/s², với nhiều ký hiệu khác nhau, lần lượt là gn, ge (đôi khi là giá trị pháp tuyến xích đạo của Trái Đất, 9.78033 m/s2 ),g0, hoặc đơn giản là g.
Trọng lượng của một vật trên bề mặt Trái Đất là lực hướng xuống của vật đó, được đề cập ở Định Luật II Newton, hay F = ma (lực kéo = trọng lượng x gia tốc). Gia tốc trọng trường cũng góp phân vào gia tốc trọng lực, nhưng đối với các yếu tố khác, chẳng hạn như sự tự chuyển động của Trái Đất cũng đóng góp một phần vào và làm ảnh hưởng đến trọng lượng của vật. Trọng lực thường không bao gồm lực hút của Mặt Trời hay Mặt Trăng (liên quan đến hiện tượng thuỷ triều). 

## Sự thay đổi về độ lớn
Một hình cầu hoàn hảo không quay có mật độ khối đồng nhất, hoặc có mật độ chỉ thay đổi theo khoảng cách từ tâm (đối xứng hình cầu), sẽ tạo ra một trường trọng lực đồng nhất về độ lớn tại mọi điểm trên bề mặt của nó. Trái Đất tuy nhiên luôn luôn xoay quay trục và không phải là một hình cầu đối xứng vì sự lệch nhau của hai cực trên Trái Đất nên được xem là hình cầu dẹt. Bởi thế nên trọng lực Trái Đất tại mọi vị trí trên bề mặt của nó là khác nhau.
Trọng lực trên bề mặt Trái Đất dao động vào khoảng 0,7%, từ 9,7639 m/s2 tại núi Nevado Huascarán ở Peru đến 9,8337 m/s2 tại bề mặt của biển Bắc Băng Dương. Ở những thành phố lớn nó dao động từ 9,7760 tại Kuala Lumpur, thành phố Mexicô và Singapore cho đến 9,825 tại Oslo và Helsinki.

### Giá trị quy ước
Năm 1901, tại Hội nghị toàn thể về Cân đô (lần thứ 3), đã đưa ra một gia trị tiêu chuẩn cho gia tốc trọng trường trên bề mặt Trái Đất là : gn= 9,80665 m/s2 . Nó được dựa trên kết quả đo lường được thực hiện tại Pavillon de Breteuil gần Paris năm 1888, với sự hiệu chỉnh lý thuyết được áp dụng để chuyển đổi thành vĩ độ 45° ở mực nước biển. Tuy nhiên đây không phải là một giá trị của một nơi cụ thể nào đó hay là giá trị trung bình, mà thực chất chỉ là giá trị tạm để sử dụng và sẽ được thay thế nếu có phát hiện mới.

### Vĩ độ

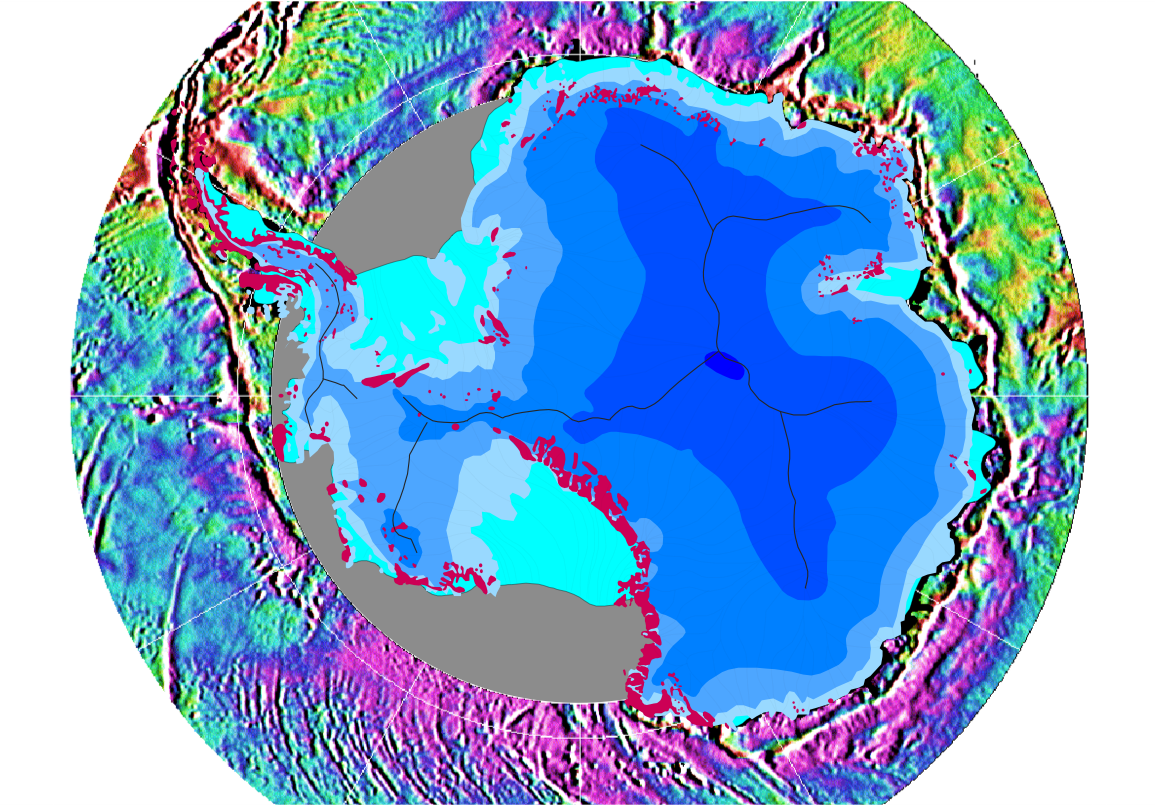
Sự khác nhau của trọng lực Trái Đất xung quanh lục địa Nam Cực

Bề mặt Trái Đất luôn chuyển động, vì thế nó không phải là khung tham chiếu không quán tính. Tại những vĩ độ gần đường xích đạo, lực ly tâm hướng ra ngoài do vòng quay của Trái Đất tạo ra lớn hơn ở vĩ độ hai cực. Điều này làm cho trọng lực Trái Đất giảm xuống một mức độ nhỏ hơn – lên đến tối đa 0.3% tại đường xích đạo – và làm giảm gia tốc hướng xuống của các vật vật rơi một cách rõ ràng.
Lý do chính thứ hai cho sự khác biệt về trọng lực ở các vĩ độ khác nhau là do sự phình của đường xích đạo của Trái Đất (một phần cũng từ lực ly tâm khi quay) khiến các vật thể ở xích đạo nằm xa trung tâm của Trái Đất hơn các vật ở hai cực. Bởi vì lực do lực hấp dẫn giữa hai vật thể (Trái Đất và vật thể nặng) dao động ngược chiều với bình phương khoảng cách giữa chúng, một vật ở xích đạo chịu lực hấp dẫn yếu hơn hơn được đặt ở hai cực Trái Đất.
Tóm lại, độ phình của đường xích đạo và tác dụng của lực ly tâm do sự tự quay quanh trục của Trái Đất làm cho trọng lực mực nước biển tăng từ khoảng 9,780 m/s2 tại xích đạo đến 9,832 m/s2 tại hai cực. Do đó một vật bất kì sẽ nặng hơn khoảng 0,5% nhiều hơn tại hai cực so với tại xích đạo.

### Độ cao

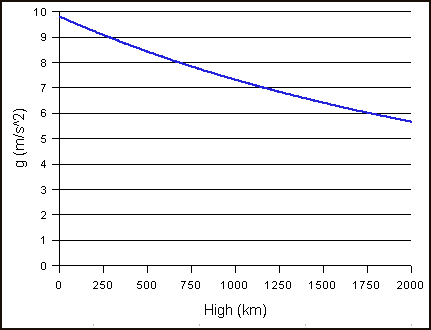
Biểu đồ thể hiện sự thay đổi của trọng lực so với chiều cao của một vật thể trên bề mặt

Trọng lực giảm dần theo độ cao (khi độ cao càng tăng thì trọng lực càng giảm và ngược lại) vì độ cao càng lớn thì khoảng cách lớn hơn tính từ tâm Trái Đất. Tất cả các thứ khác đều bằng nhau, việc tăng độ cao từ mực nước biển lên 9000m (30.000ft) khiến trọng lượng giảm khoảng 0,29% (Một yếu tố bổ sung ảnh hưởng đến trọng lượng rõ ràng là sự giảm mật độ không khí ở độ cao, làm giảm độ nổi của vật thể. Điều này sẽ làm tăng trọng lượng của một người ở độ cao 9000m khoảng 0,08%).
Một quan niệm sai lầm phổ biến rằng các phi hành gia trên quỹ đạo là không trọng lượng vì cho rằng họ đã bay đủ cao để thoát khỏi lực hấp dẫn của Trái Đất. Nhưng trên thực tế, ở độ cao 400km (250 dặm), tương đương với quỹ đạo điển hình của ISS, trọng lực vẫn gần bằng 90% so với trên mặt đất. Không trọng lượng thật sự xảy ra do các vật thể quay quanh đang rơi tự do.
Sự ảnh hưởng của độ cao mặt đất phụ thuộc vào mật độ của mặt đất (xem hình bên). Một trường đang bay ở độ cao là 30000 ft so với mực nước biển trên núi sẽ cảm thấy sự hiện diện của trọng lực nhiều hơn so với một người ở cùng độ cao nhưng đang trên biển. Tuy nhiên, một người đứng trên về mặt trái đất cảm thấy ít trọng lực hơn khi độ cao cao hơn.
Công thức sau đây xấp xỉ thể hiện trọng lực Trái Đất theo độ cao:
{\displaystyle g_{h}=g_{0}\left({\frac {R_{\mathrm {e} }}{R_{\mathrm {e} }+h}}\right)^{2}}
Trong đó:
- gh là gia tốc trọng trường ở độ cao h so với mực nước biển
- Re là bán kính Trái Đất
- g0 là gia tốc trọng trường tiêu chuẩn

Trong công thức này, Trái Đất được xem là một khối cầu hoàn hảo với sự phân bố khối lượng đối xứng hoàn toàn.

### Độ sâu

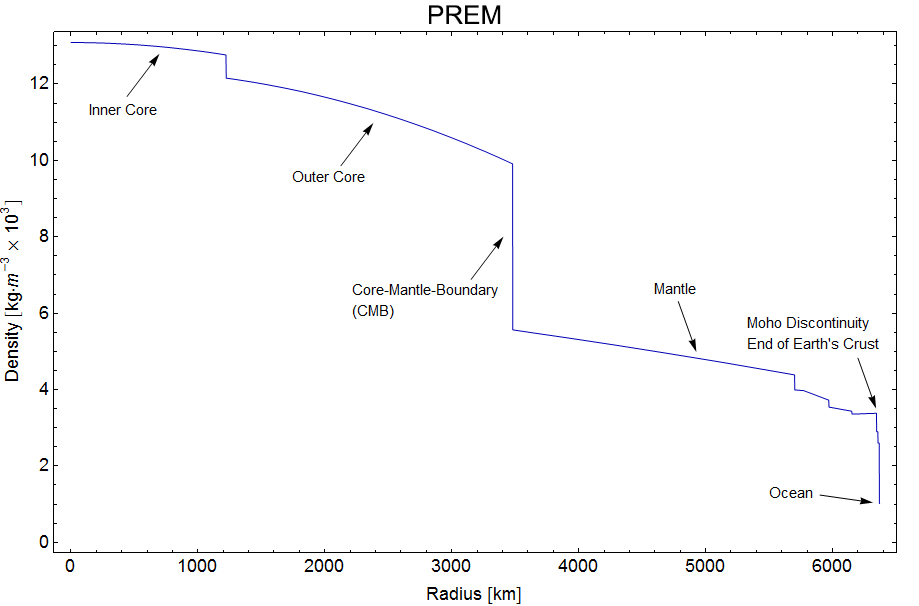
Sự phân bố mật độ xuyên tâm của Trái Đất theo mô hình Trái Đất tham chiếu sơ bộ (PREM)

Trọng lực của Trái Đất theo mô hình Trái Đất tham chiếu sơ bộ (PREM). Hai mô hình cho Trái đất đối xứng hình cầu được đưa vào để so sánh. Đường thẳng màu lực đậm thể hiện mật độ không đổi bằng mật độ trung bình của Trái Đất. Đường cong màu lục nhạt dành cho mật độ giảm tuyến tính từ trung tâm đến bề mặt. Mật độ tại tâm giống như trong PREM, nhưng mật độ bề mặt được chọn sao cho khối lượng của quả cầu bằng khối lượng của Trái Đất thật.

Một giá trị gần đúng cho trọng lực ở khoảng cách r từ tâm Trái Đất có thể thu được bằng cách giả sử rằng mật độ của Trái Đất là một hình cầu đối xứng. Trọng lực chỉ phụ thuộc vào duy nhất khối lượng bên trong khối cầu có bán kính là r. Tất cả các sự tác dụng từ bên ngoài huỷ bỏ do kết quả của nghịch đảo bình phương trọng lực. Một kết quả khác là trọng lực được xem là tổng khối lượng được tập trung tại tâm. Do đó, gia tốc trọng trường tại bán kính này là:
{\displaystyle g(r)=-{\frac {GM(r)}{r^{2}}}.}
Trong đó G là hằng số hấp dẫn và M(r) là tổng khối lượng trong vòng bán kính r. Nếu Trái Đất có mật độ không đổi ρ thì tổng khối lượng sẽ là M(r) = (4/3)πρr3 và sự phụ thuộc của trọng lực vào độ sâu sẽ là:
{\displaystyle g(r)={\frac {4\pi }{3}}G\rho r.}
g tại độ sâu là d sẽ được tính bằng g'=g(1-d/R), trong đó g là gia tốc do trọng lực gâu ra trên bề mặt Trái Đất. d là độ sâu và R là bán kính của Trái Đất. Nếu mật độ giảm tuyến tính so với bán kính tăng từ mật độ ρ0 tại trung tâm đến ρ1 trên bề mặt thì ρ(r) = ρ0 − (ρ0 − ρ1) r / re và sự phụ thuộc sẽ là:
{\displaystyle g(r)={\frac {4\pi }{3}}G\rho _{0}r-{\frac {4\pi }{3}}G\left(\rho _{0}-\rho _{1}\right){\frac {r^{2}}{r_{\mathrm {e} }}}.}.
Sự phụ thuộc của độ sâu vào mật độ và trọng lực, được suy ra từ địa chấn qua các mốc thời gian (xem phương trình Adams-Williamson), được thể hiện trong các biểu đồ dưới đây.

### Địa hình và địa chất
Sự khác biệt cục bộ về địa hình (như sự hiện diện của núi), địa chất (như mật độ đá ở vùng lân cận) và cấu trúc kiến tạo sâu hơn gây ra sự khác biệt cục bộ và khu vực trong trường hấp dẫn của trái Đất, được gọi là dị thường hấp dẫn. Một số trong những dị thường này có rất sâu rộng, dẫn đến sự phình ra ở mực nước biển và đồng hồ quả lắc chạy không đồng bộ.
Nghiên cứu về những dị thường này tạo nên nền tảng của địa vật lý hấp dẫn. Các dao động được đo bằng ống đo trọng lực có độ chính xác cao, sự ảnh hưởng của địa hình và các yếu tố đã biết khác đã bị loại bỏ, từ đó tìm ra được dữ liệu và kết quả đã được rút ra. Những kỹ thuật như vậy hiện đang được các nhà thăm dò địa chất sử dụng để tìm kiếm các mỏ dầu và khoáng sản. Đá dày đặc hơn (thường chứa quặng khoáng sản) gây ra lớn hơn so với các trường hấp dẫn cục bộ trên bề mặt Trái Đất. Đá trầm tích ít dày đặc gây ra điều ngược lại.

### Các yếu tố khác
Trong không khí, các vật thể trải qua một lực nổi hỗ trợ làm giảm cường độ của trọng lực (được đo bằng trọng lượng của vật thể đó). Độ lớn của hiệu ứng này phụ thuộc vào mật độ không khí (và do đó có liên quan đến áp suất không khí).
Sự tác động lực từ Mặt Trăng và Mặt Trời (cũng là nguyên nhân của thuỷ triều) có ảnh hưởng rất nhỏ đến cường độ trọng lực của Trái Đất, tuỳ thuộc vào vị trí tương đối của chúng; các biến thể điển hình là 2 µm/s2 (0,2 mGal) trong vòng một ngày.

## Sự thay đổi theo hướng
Gia tốc trọng trường là một đại lượng véc-tơ. Trong một Trái Đất đối xứng hình cầu, trọng lực sẽ hướng thẳng vào tâm của quả cầu. Vì Trái Đất hơi phẳng hơn nên sẽ có những sai lệch nhỏ về hướng của trọng lực.

## Các giá trị so sánh trên toàn thế giới
Các công cụ tồn tại để tính toán sức mạnh của trọng lực tại các thành phố khác nhau trên thế giới. Ảnh hưởng của vĩ độ có thể thấy rõ với lực hấp dẫn ở các thành phố có vĩ độ cao: Anchorage (9,826 m/s2), Helsinki (9,825 m/s2), lớn hơn khoảng 0,5% so với các thành phố gần xích đạo: Kuala Lumpur (9,776 m/s2), Manila (9,780 m/s2). Ảnh hưởng của độ cao có thể thấy ở thành phố Mexicô (9,776 m/s2; độ cao 2,240m (7.350 ft)) và bằng cách so sánh Denver (9,798 m/s2; 1.616m (5.302 ft)) với Washington, DC (9.801 m/s2; 30m (98 ft)), cả hai đều gần 39° Bắc. Các giá trị đo được có thể được lấy từ Bảng vật lý và Toán học bằng T.M.Yarwood và F.Castle, Macmillan, phiên bản sửa đổi 1970.

## Mô hình toán học

### Mô hình vĩ độ
Nếu như địa hình đang ở mực nước biển, ta có thể ước tính được {\displaystyle g\{\phi \}}, gia tốc ở vĩ độ {\displaystyle \phi }:
{\displaystyle {\begin{aligned}g\{\phi \}&=9.780327\,\,\mathrm {m} \cdot \mathrm {s} ^{-2}\,\,\left(1+0.0053024\,\sin ^{2}\phi -0.0000058\,\sin ^{2}2\phi \right),\\&=9.780327\,\,\mathrm {m} \cdot \mathrm {s} ^{-2}\,\,\left(1+0.0052792\,\sin ^{2}\phi +0.0000232\,\sin ^{4}\phi \right),\\&=9.780327\,\,\mathrm {m} \cdot \mathrm {s} ^{-2}\,\,\left(1.0053024-0.0053256\,\cos ^{2}\phi +0.0000232\,\cos ^{4}\phi \right),\\&=9.780327\,\,\mathrm {m} \cdot \mathrm {s} ^{-2}\,\,\left(1.0026454-0.0026512\,\cos 2\phi +0.0000058\,\cos ^{2}2\phi \right)\end{aligned}}}.
Đây là công thức trọng lực quốc tế 1967, Công thức hệ thống tham chiếu trắc địa năm 1967, phương trình của Helmert hoặc công thức của Clairaut.
Một công thức thay thế cho g với dạng một hàm vĩ độ là WGS (hệ thống trắc địa thế giới) 84 công thức trọng lực Ellipsoidal.
{\displaystyle g\{\phi \}=\mathbb {G} _{e}\left[{\frac {1+k\sin ^{2}\phi }{\sqrt {1-e^{2}\sin ^{2}\phi }}}\right],\,\!}
Trong đó:
- {\displaystyle a,\,b} lần lượt là các bán trục xích đạo và cực tương ứng
- {\displaystyle e^{2}=1-(b/a)^{2}} là độ lệch tâm của hình cầu, bình phương
- {\displaystyle \mathbb {G} _{e},\,\mathbb {G} _{p}\,} là trọng lực xác định tại xích đạo và cực tương ứng
- {\displaystyle k={\frac {b\,\mathbb {G} _{p}-a\,\mathbb {G} _{e}}{a\,\mathbb {G} _{e}}}} (hằng số công thức)

Trong đó {\displaystyle \mathbb {G} _{p}=9.8321849378\,\,\mathrm {m} \cdot \mathrm {s} ^{-2}},
{\displaystyle g\{\phi \}=9.7803253359\,\,\mathrm {m} \cdot \mathrm {s} ^{-2}\left[{\frac {1+0.00193185265241\,\sin ^{2}\phi }{\sqrt {1-0.00669437999013\,\sin ^{2}\phi }}}\right]}.
Sự khác biệt giữa công thức WGS-84 và phương trình của Helmert nhỏ hơn 0.68μm•s-2

## Đối tượng nghiên cứu
- Trái Đất
- Hành tinh
- v.v